# Quedius puncticollis
Quedius puncticollis är en skalbaggsart som först beskrevs av Thomson 1867.  Quedius puncticollis ingår i släktet Quedius, och familjen kortvingar. Enligt den finländska rödlistan är arten sårbar i Finland. Arten är reproducerande i Sverige. Artens livsmiljö är skogar.